# Bűnösök (film, 2025)
A Bűnösök (eredeti cím: Sinners) 2025-ben bemutatott amerikai természetfeletti horrorfilm, amelyet Ryan Coogler írt, készített és rendezett. A főbb szerepekben Michael B. Jordan, Hailee Steinfeld, Miles Caton, Jack O’Connell, Wunmi Mosaku, Jayme Lawson, Omar Benson Miller, Li Jun Li és Delroy Lindo látható.
A filmet az Amerikai Egyesült Államokban 2025. április 18-án a Warner Bros. Pictures, míg Magyarországon 2025. április 17-én az InterCom Zrt. forgalmazásában mutatták be a mozikban. Általánosságban pozitív visszajelzéseket kapott a kritikusoktól.

## Cselekmény
Elijah Smoke és Stack ikerpár Clarksdale-ben nőtt fel, az első világháborúban szolgáltak, majd Chicagóban kötöttek ki, ahol az alvilágban keresték kenyerüket, mint bűnözők, stricik és gyilkosok. A Capone által feldúlt városban eltöltött évek után a megszokott terepen akarnak újrakezdeni, maguk mögött hagyva korábbi életüket; visszatérnek régi otthonukba, az 1932-es Mississippibe, ahol a rabszolgaságot csak nemrég törölték el, de a Ku-Klux-Klan még mindig fontos szerepet játszik.
A Chicagóban szerzett pénzükből ott akarnak nyitni egy zenebárt, ezért megvesznek egy használaton kívüli malmot, berendezéssel és ingatlannal együtt az öreg Hogwoodtól. Társai, akik egyben a Ku-Klux-Klan tagjai, figyelmeztetik őket, hogy maradjanak távol az ingatlantól. Felbérelik a gyapotgyűjtő Cornbreadet kidobóembernek, a legendás szájharmonika- és zongorás blueszenészt, Delta Slimet és unokatestvérét, Sammie-t, hogy bluesgitárjával és énekével szórakoztassa a „Juke Joint” vendégeit. A testvérek 500 üveg ír sört és olasz vörösbort hoztak magukkal Chicagóból.
Azonban úgy tűnik, hogy Clarksdale-ben minden vár az ikrekre, csak nem nyugodt élet. A vámpírok a jelek szerint otthonra leltek itt, ezért valamit tenni kell a vérszívók elűzése érdekében.

## Szereplők
| Szerep                | Színész              | Magyar hang         |
| --------------------- | -------------------- | ------------------- |
| Elijah Smoke és Stack | Michael B. Jordan    | Horváth Illés       |
| Mary                  | Hailee Steinfeld     | Csuha Borbála       |
| Sammie Moore          | Miles Caton          |                     |
| Sammie Moore          | Buddy Guy (idősen)   | Csuha Lajos         |
| Remmick               | Jack O’Connell       | Hajdu Tibor         |
| Annie                 | Wunmi Mosaku         | Peller Anna         |
| Pearline              | Jayme Lawson         |                     |
| Cornbread             | Omar Benson Miller   | Elek Ferenc         |
| Delta Slim            | Delroy Lindo         | Galambos Péter      |
| Bert                  | Peter Dreimanis      |                     |
| Joan                  | Lola Kirke           |                     |
| Grace Chow            | Li Jun Li            | Majsai-Nyilas Tünde |
| Jedidiah              | Saul Williams        | Debreczeny Csaba    |
| Bo Chow               | Yao                  | Mészáros Béla       |
| Hogwood               | David Maldonado      | Bácskai János       |
| Lisa Chow             | Helena Hu            |                     |
| Ruthie                | Andrene Ward-Hammond | Sági Tímea          |
| Therise               | Emonie Ellison       |                     |

## A film készítése
2024 januárjában bejelentették, hogy Ryan Coogler író, rendező és producer egy cím nélküli kosztümös filmen dolgozik a saját produkciós cége, a Proximity Media égisze alatt. A pletykák szerint a film a Jim Crow-korszakban játszódik, és az élőhalottakat is érinti. A főszerepet Michael B. Jordan kapta meg. A film körül jelentős versengés alakult ki a forgalmazási jogokért a Sony Pictures, a Warner Bros. Pictures és a Universal Pictures között, a költségvetése körülbelül 90 millió dollár volt. Végül 2024 februárjában a Warner Bros. nyerte el a jogokat.
További szereplők neveit 2024 áprilisában és májusában hozták nyilvánosságra. A forgatás 2024. április 14-én kezdődött New Orleansban, és július 17-én fejeződött be. A film operatőre Autumn Durald Arkapaw volt, aki korábban a Fekete Párduc 2. című Marvel-filmben is együtt dolgozott Cooglerrel. A forgatás 65 mm-es filmszalagra történt, IMAX 15-perf 70 mm-es és Ultra Panavision 70 mm-es kamerák kombinációjával, így a jelenetek váltakozva jelennek meg 1.43:1 és 2.76:1 képarányban. A produkció összesen 67,6 millió dollárt költött el forgatási helyszínekre Louisianában.

## Bemutató
A filmet 2025. április 18-án mutatták be az Egyesült Államokban. Eredetileg 2025. március 7-re tervezték a premiert, de áprilisra halasztották (időpontot cserélve a Mickey 17-tel), hogy több idő jusson az utómunkálatokra. A halasztás oka az volt, hogy a projekt során jelentős mértékben használtak filmes kamerákat, miközben a filmes nyersanyaggal dolgozó laboratóriumok száma nagyon korlátozott volt.
A film a szokásos digitális formátumban került a mozikba, emellett azonban 10 darab IMAX 70mm-es kópiát is készítettek a különleges vetítésekhez.

## Fogadtatás

### Bevételi adatok
2025. április 20-ig a Bűnösök 45,6 millió dollárt hozott az Amerikai Egyesült Államokban és Kanadában, 15,4 millió dollárt más területeken, ami világszerte 61 millió dolláros összbevételt eredményezett. A 90 millió dolláros gyártási költségvetést figyelembe véve a filmnek 170-185 millió dolláros bevételt kell elérnie ahhoz, hogy nyereséges legyen.
Az Egyesült Államokban és Kanadában a Bűnösök című filmre a nyitóhétvégén 40 millió dolláros bevételt jósoltak 3 308 moziban. Az első napon 19,2 millió dollárt hozott, ebből 4,7 millió dollárt az előzetesekből. A film 45,6 millió dollárral debütált, felülmúlva az előrejelzéseket, ezzel megdöntve egy másik Warner Bros. filmet, az Egy Minecraft filmet, és az első helyen végzett a kasszasikerlistán. A nyitást (amely 2000 óta a Warner Bros. nyolcadik alkalommal vezette a húsvéti hétvégi jegybevételi listát) jelentősen elősegítette, hogy a nézők 61%-a még aznap megvásárolta a jegyét, különösen a szombati napon. Az Egyesült Államokban a film közönségének 49%-a fekete, 27%-a kaukázusi, 14%-a latin-amerikai és spanyolajkú, 6%-a pedig ázsiai volt. A prémium nagy formátumú és IMAX vetítések a nyitófilmek 45%-át tették ki.

### Kritikai visszhang
A Rotten Tomatoes weboldalon 98%-os értékelést kapott 232 kritika alapján, az átlagos értékelése 8,7 pont a 10-ből. Az oldal szöveges összefoglalója szerint: „Az író-rendező Ryan Coogler első eredeti blockbusterében, a mesteri vizuális történetmesélés és a fülbemászó zene fergeteges ötvözetében egyedülálló képzeletének teljes skáláját tárja elénk.” A Metacritic oldalán 100-ból 84 pontot ért el (51 kritika alapján), ami „általános elismerést” jelent. A CinemaScore által megkérdezett közönség átlagosan ötös osztályzatot adott a filmnek egy A+-tól F-ig terjedő skálán (ez a legmagasabb osztályzat horrorfilm esetében az elmúlt 35 év alatt), míg a PostTrak által megkérdezettek 92%-ban pozitívan értékelték a filmet, 84%-uk pedig azt mondta, mindenképpen ajánlja.
A Bűnösök zenéjét a kritikusok széles körben dicsérték, és megjegyezték, hogy a film története központi szerepet játszik a filmben. David Ehrlich az IndieWire-től azt írta: „Nem ez az első alkalom, hogy egy Ludwig Göransson-zene elválaszthatatlan egy Ryan Coogler-film textúrájától, de a Bűnösök azzal kezdődik, hogy valaki egy olyan zenéről beszél, amely »olyan tiszta, hogy képes áthatolni a fátylat élet és halál, múlt és jövő között«... majd aztán továbbmegy, hogy megmutassa, pontosan hogyan is hangzik ez”. Mae Abdulbaki, a Screen Rant munkatársa szerint: „A zene önmagában, a karakterek által játszott daloktól kezdve Ludwig Göransson zenéjéig, egy másik szintre emeli a filmet”. Amy Nicholson, a Los Angeles Times munkatársa „fenomenálisnak” nevezte a filmzenét, hozzátéve, hogy ez egy olyan zene, „amit még sosem hallottunk, és mégis úgy tűnik, mintha a popkulturális lelke mélyéről jönne”. David Rooney a The Hollywood Reporter-től úgy jellemezte, hogy „ízes a filmzene és a blues előadások mámorítóan összeolvadnak”. Zachary Barnes a The Wall Street Journal-tól Ludwig zenéjét „a műfajok közötti interpoláció csavaros csodájának” nevezte.